# Edmund Hoefer
Edmund Franz Andreas Hoefer, född den 15 oktober 1819 i Greifswald, död den 22 maj 1882 i Cannstatt, var en tysk författare, bror till Albert Hoefer.
Hoefer studerade filologi och historia, övergick så småningom till skriftställeri och började 1855, tillsammans med Hackländer, ge ut "Hausblätter". Sin första ryktbarhet vann Hoefer genom novellsamlingen Aus dem Volk (1852), på vilken följde Gedichte (1853), Aus alter und neuer Zeit (1854), Landbaugeschichten (1855), Bewegtes Leben (1856) och Schwanwiek, ein Skizzenbuch aus Norddeutschland (samma år). En av Hoefer 1856 utgiven samling ordspråk, Wie das Volk spricht, upplevde 1898 sin 10:e upplaga. I Norien, Erinnerungen einer alten Frau (1858) visade han sig vuxen även den stora romanen. Av hans senare romaner och noveller märkas Auf deutscher Erde (1860), Die alten von Ruhneck (1862), Unter der Fremdherrschaft (1863), Tolleneck (1864), Altermann Ryke (1865), Ein Findling (1868), Zwei Familien (1869), Der verlorne Sohn (samma år; 2:a upplagan 1871), In der Welt verloren (1869), Erzählungen aus der Heimat (1874), den lågtyska Pap Kuhn (1878) och Dunkle Fenster (1879). Hoefers arbeten tillhör förströelselitteraturen, men de är av värde genom realismen och åskådligheten i skildringarna från norra Tyskland. Hans Erzählende Schriften utkom 1865 i 12 band, Ausgewählte Schriften 1884 i 14 band. 